# زيدل
زيدل قرية في ناحية مركز حمص التابعة لمنطقة حمص في محافظة حمص في سورية.